# François Chollet
François Chollet est un ingénieur en intelligence artificielle français, notamment connu pour avoir travaillé pour Google, et pour avoir développé la bibliothèque de deep learning Keras (très utilisée pour l'expérimentation rapide avec les réseaux de neurones, intégrée à la bibliothèque TensorFlow de Google) ; pour sa contribution au modèle de réseaux de neurones XCeption et comme auteur de plusieurs ouvrages sur le deep learning. Il s'intéresse à la vision artificielle et à l'application du Machine Learning au raisonnement formel.

## Présentation
Diplômé de l'ENSTA Paris , François Chollet travaille pour Google à partir 2015, il est le développeur de la bibliothèque libre Keras permettant une expérimentation rapide avec les réseaux de neurones via l'apprentissage profond et l'auteur de l'ouvrage Deep learning with Python,.
François Chollet est aussi le développeur du modèle de réseaux de neurones XCeption.
Il est l'auteur de plusieurs ouvrages sur le deep learning (dont Deep Learning with Python).
Il a quitté Google en novembre 2024 pour développer ses propres projets dans le domaine de l'intelligence artificielle générale.

### Vidéographie
- Machine Learning Street Talk, « Pattern Recognition vs True Intelligence - Francois Chollet », 6 novembre 2024 (consulté le 5 décembre 2024)